# 劉時 (成化進士)
劉時（1441年—？），字本升，江西吉安府永新縣人，民籍，明朝政治人物。進士出身。

## 生平
早年出身縣學增廣生，后中举江西鄉試第五十五名。成化十一年（1475年）乙未科會試第九名，殿試登進士第二甲第七十八名。

## 家族
曾祖父劉德甫。祖父劉著。父亲劉均。